# Arrondissement de Lille
L'arrondissement de Lille est une division administrative française, située dans le département du Nord et la région Hauts-de-France. Il couvre 17 cantons et 124 communes regroupant plus de 1,2 million d'habitants sur une surface de 880 km2.
L'arrondissement inclut la Métropole européenne de Lille (95 communes) et une partie de la communauté de communes Pévèle Carembault (29 communes). C'est à peu près à ce niveau qu'est établi le SCOT de Lille Métropole qui intègre la totalité de la communauté de communes Pévèle Carembault.

## Histoire
L'arrondissement a grosso modo les mêmes contours que la châtellenie de Lille.
L'arrondissement de Lille est le produit des réformes de l'administration du pays voulues par la Révolution française :  Constitution française du 3 septembre 1791 (entre autres, création des districts, cantons,...), Constitution du 5 fructidor an III (création des municipalités de canton,..).
L'arrondissement ou sous-préfecture de Lille a été créé par la loi du 28 pluviôse an VIII (17 février 1800), en remplacement des districts créés lors de la départementalisation du territoire et supprimés par la Constitution du 5 fructidor an III (22 août 1795).
Le département du Nord compte à cette date de 1800 six arrondissements : Bergues, Hazebrouck, Lille, Cambrai, Avesnes, Douai. Douai est le chef-lieu du département.

## Composition

### Composition de l'arrondissement depuis2015
L'arrondissement compte 125 communes reparties en 17 cantons (Annœullin - Armentières - Croix - Faches-Thumesnil - Lambersart - Lille-1 - Lille-2 - Lille-3 - Lille-4 - Lille-5 - Lille-6 - Roubaix-1 - Roubaix-2 - Templeuve-en-Pévèle - Tourcoing-1 - Tourcoing-2 - Villeneuve-d’Ascq) :
- Canton d'Annœullin, qui groupe 24 communes :
  - Allennes-les-Marais, Annœullin, Aubers, La Bassée, Bauvin, Camphin-en-Carembault, Carnin, Don, Fournes-en-Weppes, Fromelles, Hantay, Herlies, Illies, Le Maisnil, Marquillies, Ostricourt, Phalempin, Provin, Radinghem-en-Weppes, Sainghin-en-Weppes, Salomé, Wahagnies, Wavrin, Wicres
- Canton d'Armentières, qui groupe 11 communes :
  - Armentières, Bois-Grenier, Capinghem, La Chapelle-d'Armentières, Deûlémont, Erquinghem-Lys, Frelinghien, Houplines, Pérenchies, Prémesques, Warneton
- Canton de Croix, qui groupe 5 communes :
  - Croix, Hem, Lannoy, Lys-lez-Lannoy, Wasquehal
- Canton de Faches-Thumesnil, qui groupe 12 communes :
  - Chemy, Emmerin, Faches-Thumesnil, Gondecourt, Haubourdin, Herrin, Houplin-Ancoisne, Noyelles-lès-Seclin, Seclin, Templemars, Vendeville, Wattignies
- Canton de Lambersart, qui groupe 8 communes :
  - Bousbecque, Comines, Lambersart, Linselles, Lompret, Quesnoy-sur-Deûle, Verlinghem, Wervicq-Sud
- Canton de Lille-1, qui groupe 4 communes et une partie de la commune de Lille :
  - La Madeleine, Marquette-lez-Lille, Saint-André-lez-Lille, Wambrechies
  - La partie de la commune de Lille située au nord d'une ligne définie par l'axe des voies et limites suivantes : depuis la limite territoriale de la commune de Saint-André-lez-Lille, cours du canal de la Deûle, boulevard de la Liberté, square Daubenton, rue Macquart, square Dutilleul, rue de Tenremonde, place Maurice-Schumann, rue Thiers, rue Esquermoise, place du Général-de-Gaulle, rue des Sept-Agaches, place du Théâtre, boulevard Carnot, rue des Canonniers, rue des Urbanistes, jusqu'à la limite territoriale de la commune de La Madeleine.
- Canton de Lille-2, qui groupe 3 communes et une partie de la commune de Lille :
  - Bondues, Marcq-en-Barœul, Mouvaux
  - La partie de la commune de Lille située au nord d'une ligne définie par l'axe des voies et limites suivantes : depuis la limite territoriale de la commune de La Madeleine, rue du Ballon, rue du Bois, rue Gassendi, rue Le Verrier, rue Saint-Luc, rue Jules-Vallès, pont Thiers, jusqu'à la limite territoriale de la commune de Mons-en-Barœul
- Canton de Lille-3, qui groupe une seule commune et une partie de la commune de Lille :
  - Mons-en-Barœul
  - La partie de la commune de Lille située au sud et à l'est d'une ligne définie par l'axe des voies et limites suivantes : depuis la limite territoriale de la commune de Mons-en-Barœul, pont Thiers, rue Jules-Vallès, rue Saint-Luc, rue Le Verrier, rue Gassendi, rue du Bois, rue du Ballon, limite territoriale de la commune de La Madeleine, boulevard Louis-Pasteur, pont de Flandres, rue Javary, rue du Cheminot-Coquelin, boulevard du Président-Hoover, boulevard Paul-Painlevé, ligne droite dans le prolongement du boulevard Paul-Painlevé, voie rapide urbaine, autoroute A 25, jusqu'à la limite territoriale de la commune de Ronchin. Cette partie comprend l'ancienne commune d'Hellemmes qui est associée à Lille
- Canton de Lille-4, qui groupe 2 communes et une partie de la commune de Lille :
  - Lezennes, Ronchin
  - La partie de la commune de Lille située à l'intérieur du périmètre défini par l'axe des voies et limites suivantes : depuis la limite territoriale de la commune de Ronchin, autoroute A 25, voie rapide urbaine, ligne droite dans le prolongement du boulevard Paul-Painlevé, boulevard Paul-Painlevé, boulevard du Président-Hoover, rue du Cheminot-Coquelin, rue Javary, pont de Flandres, boulevard Louis-Pasteur, pont de Karkhof, rue de Luxembourg, pont d'Erfurt, boulevard Louis-Pasteur jusqu'à la limite territoriale de la commune de La Madeleine, rue des Urbanistes, rue des Canonniers, boulevard Carnot, place du Théâtre, rue des Sept-Agaches, place du Général-de-Gaulle, rue Esquermoise, rue Thiers, place Maurice-Schumann, rue de Tenremonde, square Dutilleul, rue Macquart, square Daubenton, boulevard Vauban, rue de Solférino, place de Sébastopol, rue des Postes, rue Brûle-Maison, rue d'Artois, boulevard Victor-Hugo, place Barthélemy-Dorez, rue du Faubourg-des-Postes, autoroute A 25, rue de Jussieu, ligne de chemin de fer, jusqu'à la limite territoriale de la commune de Ronchin.
- Canton de Lille-5, qui groupe partie de la commune de Lille :
  - La partie de la commune de Lille située à l'est d'une ligne définie par l'axe des voies et limites suivantes : depuis la limite territoriale de la commune de Loos, autoroute A 25, boulevard de la Moselle, boulevard de Lorraine, avenue Léon-Jouhaux, cours du canal de la Deûle, avenue de Soubise, passerelle Edmond-Ory, jusqu'à la limite territoriale de la commune de Lambersart ;
  - La partie de la commune de Lille située à l'ouest d'une ligne définie par l'axe des voies et limites suivantes : depuis la limite territoriale de la commune de Saint-André-lez-Lille, cours du canal de la Deûle, boulevard de la Liberté, square Daubenton, boulevard Vauban, rue de Solférino, place de Sébastopol, rue des Postes, rue Brûle-Maison, rue d'Artois, boulevard Victor-Hugo, place Barthélemy-Dorez, rue du Faubourg-des-Postes, autoroute A 25, rue de Jussieu, ligne de chemin de fer, jusqu'à la limite territoriale de la commune de Ronchin
- Canton de Lille-6, qui groupe 9 communes et une partie de la commune de Lille :
  - Beaucamps-Ligny, Englos, Ennetières-en-Weppes, Erquinghem-le-Sec, Escobecques, Hallennes-lez-Haubourdin, Loos, Santes, Sequedin
  - La partie de la commune de Lille non incluse dans les cantons de Lille-1, Lille-2, Lille-3, Lille-4 et Lille-5. Cette partie comprend l'ancienne commune de Lomme associée à Lille
- Canton de Roubaix-1, qui groupe la partie de la commune de Roubaix située à l'ouest d'une ligne définie par l'axe des voies et limites suivantes :
  - depuis la limite territoriale de la commune de Wattrelos, cours du canal de Roubaix, pont Nyckés, boulevard Gambetta, rue Pierre-de-Roubaix, boulevard de Mulhouse, boulevard de Reims, boulevard de Lyon, place du Travail, boulevard de Fourmies, place Charles-Louis-Spriet, avenue Linné, rue Léon-Marlot, avenue Alfred-Motte, jusqu'à la limite territoriale de la commune de Hem
- Canton de Roubaix-2, qui groupe 2 communes et une partie de la commune de Roubaix :
  - Leers, Wattrelos
  - La partie de la commune de Roubaix non incluse dans le canton de Roubaix-1
- Canton de Templeuve-en-Pévèle, qui groupe 32 communes :
  - Anstaing, Attiches, Avelin, Bachy, Baisieux, Bersée, Bourghelles, Bouvines, Camphin-en-Pévèle, Cappelle-en-Pévèle, Chéreng, Cobrieux, Cysoing, Ennevelin, Fretin, Genech, Gruson, Lesquin, Louvil, Mérignies, Moncheaux, Mons-en-Pévèle, Mouchin, La Neuville, Péronne-en-Mélantois, Pont-à-Marcq, Sainghin-en-Mélantois, Templeuve-en-Pévèle, Thumeries, Tourmignies, Tressin, Wannehain
- Canton de Tourcoing-1, qui groupe 3 communes et une partie de la commune de Tourcoing :
  - Halluin, Neuville-en-Ferrain, Roncq
  - La partie de la commune de Tourcoing située à l'ouest d'une ligne définie par l'axe des voies et limites suivantes : depuis la limite territoriale de la commune de Neuville-en-Ferrain, rue Robert-Schuman, rue Marcel-Beyens, rue du Roitelet, chaussée Gramme, chaussée Fernand-Forest, rue Francis-de-Pressensé, rue des Maraîchers, rue des Phalempins, rue de la Latte, rue de Roncq, rue Jean-Jaurès, rue de la Fin-de-la-Guerre, rue du Repos, square de l'Abattoir, rue Jean-Froissart, rue de Paris, rond-point de la route départementale 770, jusqu'à la limite territoriale de la commune de Mouvaux
- Canton de Tourcoing-2, qui comprend la partie de la commune de Tourcoing non incluse dans le canton de Tourcoing-1
- Canton de Villeneuve-d'Ascq, qui groupe 5 communes :
  - Forest-sur-Marque, Sailly-lez-Lannoy, Toufflers, Villeneuve-d'Ascq, Willems

### Composition de l'arrondissement avant2015

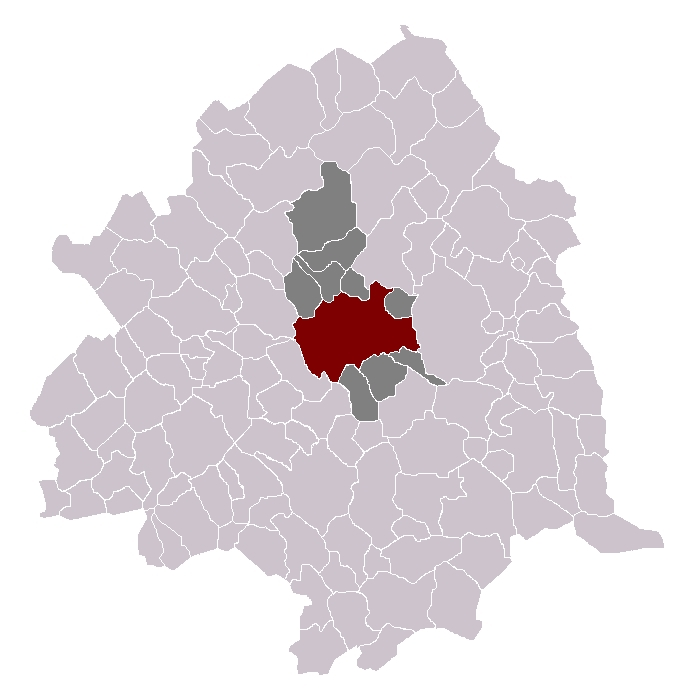
Les cantons de Lille (hormis celui de Lomme) dans son arrondissement

Avant 2015, l'arrondissement comptait 124 communes reparties en 28 cantons (canton d'Armentières - canton de La Bassée - canton de Cysoing - canton d'Haubourdin - canton de Lannoy - canton de Lille-Centre - canton de Lille-Est - canton de Lille-Nord - canton de Lille-Nord-Est - canton de Lille-Ouest - canton de Lille-Sud - canton de Lille-Sud-Est - canton de Lille-Sud-Ouest - canton de Lomme (fraction de la commune de Lille) - canton de Marcq-en-Barœul - canton de Pont-à-Marcq - canton de Quesnoy-sur-Deûle - canton de Roubaix-Centre - canton de Roubaix-Est - canton de Roubaix-Nord - canton de Roubaix-Ouest - canton de Seclin-Nord - canton de Seclin-Sud - canton de Tourcoing-Nord - canton de Tourcoing-Nord-Est - canton de Tourcoing-Sud - canton de Villeneuve-d'Ascq-Nord - canton de Villeneuve-d'Ascq-Sud) :
- Canton d'Armentières, qui groupe 8 communes :
  - Armentières, Bois-Grenier, Capinghem, Erquinghem-Lys, Frelinghien, Houplines, La Chapelle-d'Armentières et Prémesques
- Canton de La Bassée, qui groupe 11 communes :
  - Aubers, La Bassée, Fournes-en-Weppes, Fromelles, Hantay, Herlies, Illies, Marquillies, Sainghin-en-Weppes, Salomé et Wicres
- Canton de Cysoing, qui groupe 14 communes :
  - Bachy, Bourghelles, Bouvines, Camphin-en-Pévèle, Cappelle-en-Pévèle, Cobrieux, Cysoing, Genech, Louvil, Mouchin, Péronne-en-Mélantois, Sainghin-en-Mélantois, Templeuve et Wannehain
- Canton d'Haubourdin, qui groupe 5 communes :
  - Emmerin, Haubourdin, Loos, Santes et Wavrin
- Canton de Lannoy, qui groupe 13 communes :
  - Anstaing, Baisieux, Chéreng, Forest-sur-Marque, Gruson, Hem, Lannoy, Leers, Lys-lez-Lannoy, Sailly-lez-Lannoy, Toufflers, Tressin et Willems
- Canton de Lille-Centre, qui regroupe une partie de la commune de Lille
- Canton de Lille-Est, qui regroupe une partie de la commune de Lille
- Canton de Lille-Nord, qui groupe 2 communes :
  - La Madeleine et Lille
- Canton de Lille-Nord-Est, qui groupe 2 communes :
  - Lille et Mons-en-Barœul
- Canton de Lille-Nord-Ouest, qui groupe 5 communes :
  - Lambersart, Lille, Marquette-lez-Lille, Saint-André-lez-Lille et Wambrechies
- Canton de Lille-Sud, qui regroupe une partie de la commune de Lille
- Canton de Lille-Sud-Est, qui groupe 4 communes :
  - Faches-Thumesnil, Lezennes, Lille et Ronchin
- Canton de Lille-Sud-Ouest, qui regroupe une partie de la commune de Lille
- Canton de Lomme, qui groupe 10 communes :
  - Beaucamps-Ligny, Englos, Ennetières-en-Weppes, Erquinghem-le-Sec, Escobecques, Hallennes-lez-Haubourdin, Le Maisnil, Lille (commune associée de Lomme), Radinghem-en-Weppes et Sequedin
- Canton de Marcq-en-Barœul, qui groupe 2 communes :
  - Bondues et Marcq-en-Barœul
- Canton de Pont-à-Marcq, qui groupe 15 communes :
  - Attiches, Avelin, Bersée, Ennevelin, Fretin, La Neuville, Mérignies, Moncheaux, Mons-en-Pévèle, Ostricourt, Phalempin, Pont-à-Marcq, Thumeries, Tourmignies et Wahagnies
- Canton de Quesnoy-sur-Deûle, qui groupe 8 communes :
  - Comines, Deûlémont, Lompret, Pérenchies, Quesnoy-sur-Deûle, Verlinghem, Warneton et Wervicq-Sud
- Canton de Roubaix-Centre, qui regroupe une partie de la commune de Roubaix
- Canton de Roubaix-Est, qui groupe 2 communes :
  - Roubaix et Wattrelos
- Canton de Roubaix-Nord, qui groupe 2 communes :
  - Roubaix et Wattrelos
- Canton de Roubaix-Ouest, qui groupe 3 communes :
  - Croix, Roubaix et Wasquehal
- Canton de Seclin-Nord, qui groupe 7 communes :
  - Houplin-Ancoisne, Lesquin, Noyelles-lès-Seclin, Seclin, Templemars, Vendeville et Wattignies
- Canton de Seclin-Sud, qui groupe 11 communes :
  - Allennes-les-Marais, Annœullin, Bauvin, Camphin-en-Carembault, Carnin, Chemy, Don, Gondecourt, Herrin, Provin et Seclin
- Canton de Tourcoing-Nord, qui groupe 5 communes :
  - Bousbecque, Halluin, Linselles, Roncq et Tourcoing
- Canton de Tourcoing-Nord-Est, qui groupe 2 communes :
  - Neuville-en-Ferrain et Tourcoing
- Canton de Tourcoing-Sud, qui groupe 2 communes :
  - Mouvaux et Tourcoing
- Canton de Villeneuve-d'Ascq-Nord, qui regroupe une partie de la commune de Villeneuve-d'Ascq
- Canton de Villeneuve-d'Ascq-Sud, qui regroupe une partie de la commune de Villeneuve-d'Ascq

### Découpage communal depuis 2015
Depuis 2015, le nombre de communes des arrondissements varie chaque année soit du fait du redécoupage cantonal de 2014 qui a conduit à l'ajustement de périmètres de certains arrondissements, soit à la suite de la création de communes nouvelles. Le nombre de communes de l'arrondissement de Lille reste quant à lui inchangé depuis 2015 et égal à 124.
Au 1er janvier 2024, l'arrondissement groupe les 124 communes suivantes :
1. Allennes-les-Marais
2. Annœullin
3. Anstaing
4. Armentières
5. Attiches
6. Aubers
7. Avelin
8. Bachy
9. Baisieux
10. La Bassée
11. Bauvin
12. Beaucamps-Ligny
13. Bersée
14. Bois-Grenier
15. Bondues
16. Bourghelles
17. Bousbecque
18. Bouvines
19. Camphin-en-Carembault
20. Camphin-en-Pévèle
21. Capinghem
22. Cappelle-en-Pévèle
23. Carnin
24. La Chapelle-d'Armentières
25. Chemy
26. Chéreng
27. Cobrieux
28. Comines
29. Croix
30. Cysoing
31. Deûlémont
32. Don
33. Emmerin
34. Englos
35. Ennetières-en-Weppes
36. Ennevelin
37. Erquinghem-le-Sec
38. Erquinghem-Lys
39. Escobecques
40. Faches-Thumesnil
41. Forest-sur-Marque
42. Fournes-en-Weppes
43. Frelinghien
44. Fretin
45. Fromelles
46. Genech
47. Gondecourt
48. Gruson
49. Hallennes-lez-Haubourdin
50. Halluin
51. Hantay
52. Haubourdin
53. Hem
54. Herlies
55. Herrin
56. Houplin-Ancoisne
57. Houplines
58. Illies
59. Lambersart
60. Lannoy
61. Leers
62. Lesquin
63. Lezennes
64. Lille
65. Linselles
66. Lompret
67. Loos
68. Louvil
69. Lys-lez-Lannoy
70. La Madeleine
71. Le Maisnil
72. Marcq-en-Barœul
73. Marquette-lez-Lille
74. Marquillies
75. Mérignies
76. Moncheaux
77. Mons-en-Barœul
78. Mons-en-Pévèle
79. Mouchin
80. Mouvaux
81. La Neuville
82. Neuville-en-Ferrain
83. Noyelles-lès-Seclin
84. Ostricourt
85. Pérenchies
86. Péronne-en-Mélantois
87. Phalempin
88. Pont-à-Marcq
89. Prémesques
90. Provin
91. Quesnoy-sur-Deûle
92. Radinghem-en-Weppes
93. Ronchin
94. Roncq
95. Roubaix
96. Sailly-lez-Lannoy
97. Sainghin-en-Mélantois
98. Sainghin-en-Weppes
99. Saint-André-lez-Lille
100. Salomé
101. Santes
102. Seclin
103. Sequedin
104. Templemars
105. Templeuve-en-Pévèle
106. Thumeries
107. Toufflers
108. Tourcoing
109. Tourmignies
110. Tressin
111. Vendeville
112. Verlinghem
113. Villeneuve-d'Ascq
114. Wahagnies
115. Wambrechies
116. Wannehain
117. Warneton
118. Wasquehal
119. Wattignies
120. Wattrelos
121. Wavrin
122. Wervicq-Sud
123. Wicres
124. Willems

## Démographie
En 2022, l'arrondissement comptait 1 267 099 habitants.
| 1962    | 1968      | 1975      | 1982      | 1990      | 1999      | 2006      | 2011      | 2016      |
| ------- | --------- | --------- | --------- | --------- | --------- | --------- | --------- | --------- |
| 988 591 | 1 057 690 | 1 113 999 | 1 126 088 | 1 152 883 | 1 182 026 | 1 200 799 | 1 209 630 | 1 237 472 |

| 2021      | 2022      | - | - | - | - | - | - | - |
| --------- | --------- | - | - | - | - | - | - | - |
| 1 260 060 | 1 267 099 | - | - | - | - | - | - | - |

### Pyramide des âges
Comparaison des pyramides des âges de l'arrondissement et du département du Nord en 2006 :
| Hommes | Classe d’âge   | Femmes |
| ------ | -------------- | ------ |
| 0,2    | 90 ans et plus | 0,7    |
| 4,1    | 75 à 89 ans    | 7,3    |
| 9,4    | 60 à 74 ans    | 10,7   |
| 18,4   | 45 à 59 ans    | 18,4   |
| 21,4   | 30 à 44 ans    | 20,5   |
| 24,6   | 15 à 29 ans    | 23,3   |
| 21,9   | 0 à 14 ans     | 19     |

| Hommes | Classe d’âge   | Femmes |
| ------ | -------------- | ------ |
| 0,2    | 90 ans et plus | 0,8    |
| 4,3    | 75 à 89 ans    | 7,9    |
| 10,3   | 60 à 74 ans    | 11,9   |
| 19,7   | 45 à 59 ans    | 19,4   |
| 21,1   | 30 à 44 ans    | 20,1   |
| 22,6   | 15 à 29 ans    | 21     |
| 21,6   | 0 à 14 ans     | 19     |

## Sous-préfets
L'arrondissement de Lille est dirigé comme tout arrondissement par un sous-préfet. L'arrondissement étant également le siège de la préfecture du département du Nord et de la préfecture de région des Hauts-de-France, le secrétaire général de la préfecture est également sous-préfet de l'arrondissement.
1802-1803 : Albert Scrive
1853-1856 : Oscar Grimaldi
2018-2020 : Violaine Démaret, nommée préfète des Alpes-de-Haute-Provence
2020-2021 : Simon Fetet

## Conseil d'arrondissement
Lors de la création des arrondissements, ont été mis en place des conseils d'arrondissement au rôle limité. Celui de l'arrondissement de Lille comprend en 1802-1803 11 membres
En 1833, date de la première élection au suffrage restreint, il en comporte 16.